# Plattycantha acuta
Plattycantha acuta là loài chuồn chuồn trong họ Aeshnidae. Loài này được Lieftinck mô tả khoa học đầu tiên năm 1937.